# Arved Birnbaum

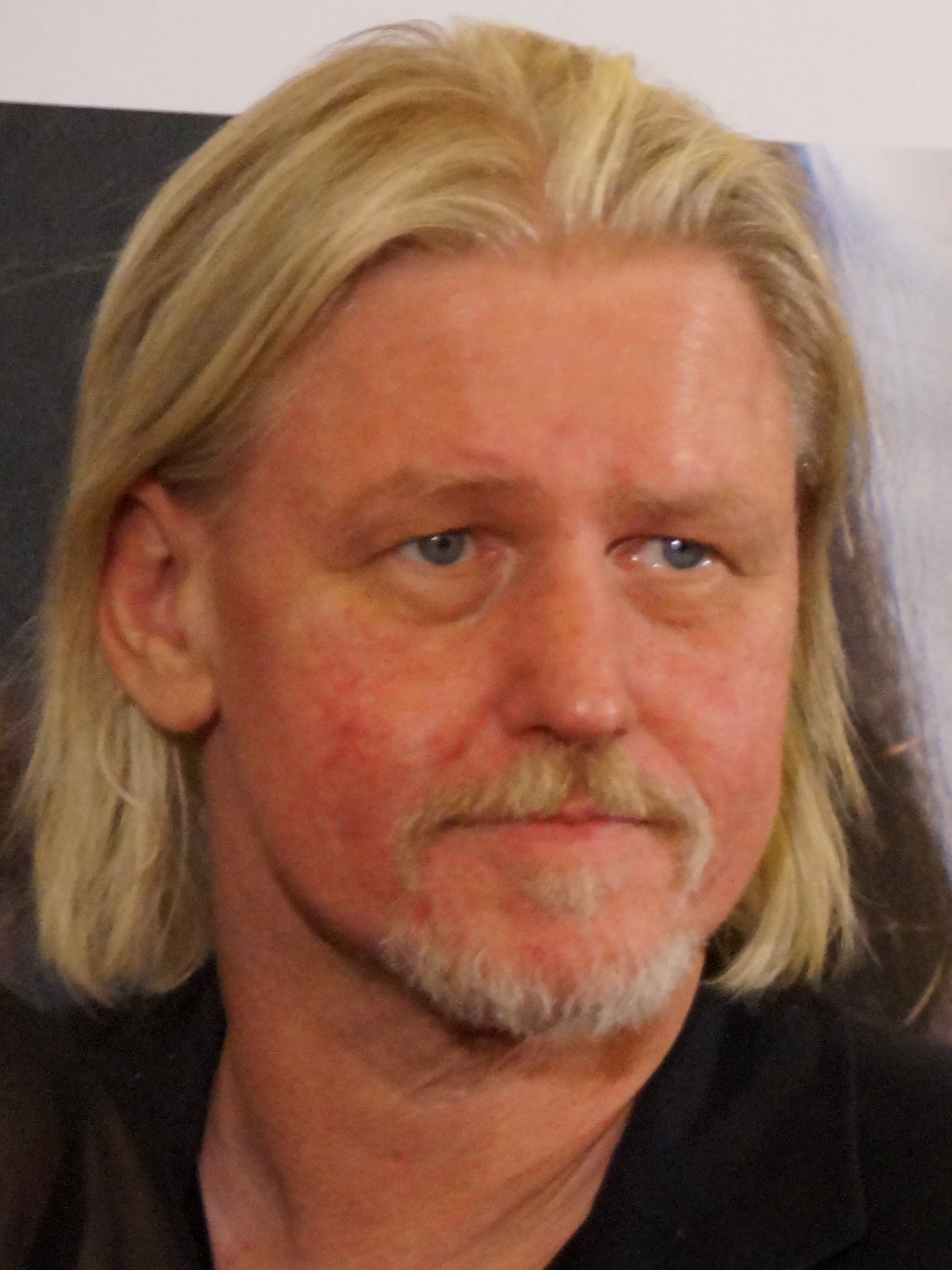
Arved Birnbaum (2015)

Arved Birnbaum (* 31. März 1962 in Forst (Lausitz); † 24. Oktober 2021 in Köln) war ein deutscher Schauspieler und Regisseur. Er war Schulleiter der Berufsfachschule Schauspiel Zentrum in Köln.

## Leben
Birnbaum wurde 1962 in der DDR geboren. Nach Abitur und anschließender Lehre als Elektriker in Forst arbeitete er bei Textima als Außenmonteur und montierte Industriewaschmaschinen im sozialistischen Ausland wie Bulgarien, Rumänien und Ungarn. Nach erfolgloser Bewerbung an der Hans-Otto-Schauspielschule in Leipzig absolvierte er von 1989 bis 1993 eine Schauspielausbildung an der Schauspielschule „Ernst Busch“ in Rostock.
Theaterengagements führten Birnbaum zwischen 1992 und 1997 an das Staatstheater Stuttgart sowie an das Grillo-Theater in Essen. Ab Ende der 1990er-Jahre spielte er auch Haupt- und Nebenrollen in Film- und Fernsehproduktionen. In durchgehenden Serienrollen war er beispielsweise als Neo-Nazi Hartung in der Lindenstraße und als Manni Delling in Die Camper zu sehen. Er spielte mehrfach in der Krimi-Reihe Tatort, so von 1998 bis 2005 den Kölner Hauptmeister Heinz Obst.
Birnbaum arbeitete wiederholt mit dem Regisseur Dominik Graf zusammen, so bei Eine Stadt wird erpresst (2006), Das Gelübde (2007) und Im Angesicht des Verbrechens (2008/2009). Er übernahm ferner Rollen in Fernsehfilmen wie Drei Engel auf der Chefetage (2006) von Sybille Tafel und Thomas Freundners Juli mit Delfin (2007). Außerdem war er in mehreren Kinofilmen zu sehen, so in Carlo Rolas Sass – Die Meisterdiebe (2000), Peter Timms Der Zimmerspringbrunnen (2001), Kein Science Fiction von Franz Müller (2002), Lieben von Rouven Blankenfeld (2005) sowie Uwe Bolls Max Schmeling (2009). Birnbaum wirkte in über 120 Film-und-Fernsehproduktionen mit.
Arved Birnbaum lebte mit seiner Ehefrau Sabine Birnbaum in Hürth. Beide gründeten im Jahr 2006 den gemeinnützigen Verein Corpus e. V., um Theaterprojekte für Blinde, Behinderte, Kinder und Jugendliche erlebbar zu machen. Birnbaum leitete in Köln auch die Berufsfachschule Schauspiel Zentrum. Er starb im Oktober 2021 im Alter von 59 Jahren nach kurzer, schwerer Krankheit. Er wurde auf dem Kölner Melaten-Friedhof beigesetzt.

## Filmografie
- 1994: Gute Zeiten, schlechte Zeiten (Fernsehserie, 1 Folge)
- 1997: Novacek
- 1997: Ärzte (Fernsehreihe, 1 Folge)
- 1998: Trio mit vier Pfoten
- 1998: Dunkle Tage
- 1998–2015: Alarm für Cobra 11 – Die Autobahnpolizei (Fernsehserie, 3 Folgen, verschiedene Rollen)
- 1998: City Express (Fernsehserie, 12 Folgen)
- 1998: Das Gelbe vom Ei
- 1999: Lindenstraße (Fernsehserie, 8 Folgen)
- 1999: SK Babies (Fernsehserie, 1 Folge)
- 1999: Das fremde Kind
- 1999: Der Fahnder (Fernsehserie)
- 1999–2021: Tatort (Fernsehreihe, 12 Folgen)
  - 1999: Drei Affen
  - 2000: Die Frau im Zug
  - 2002: Schlaf, Kindlein, schlaf
  - 2002: Schützlinge
  - 2005: Freischwimmer
  - 2005: Bienzle und der Feuerteufel
  - 2006: Pechmarie
  - 2006: Bienzle und der Tod in der Markthalle
  - 2009: Mauerblümchen
  - 2012: Hochzeitsnacht
  - 2016: Der König der Gosse
  - 2021: Der Reiz des Bösen
- 1999: Der Dom
- 1999: Westend
- 1999: Kanak Attack
- 2000: Nikola (Fernsehserie, 1 Folge)
- 2000: Die Wache (Fernsehserie, 1 Folge)
- 2000: Ritas Welt (Fernsehserie, 3 Folgen)
- 2000: Schimanski: Kinder der Hölle (Fernsehreihe)
- 2001: Die Sitte (Fernsehserie, 1 Folge)
- 2001: Die Camper (Fernsehserie, 9 Folgen)
- 2001: Drehkreuz Airport (Fernsehserie, 1 Folge)
- 2001: Der Clown (Fernsehserie, 1 Folge)
- 2001: Die Patienten
- 2001: Herzenskinder
- 2001: Der Zimmerspringbrunnen
- 2002: Unter uns (Fernsehserie, 3 Folgen)
- 2002: Solino
- 2002: Kein Science Fiction
- 2003: Die Schönste aus Bitterfeld
- 2003: Großstadtrevier (Fernsehserie, 1 Folge)
- 2003: Halt durch Paul
- 2003: Unsere Polizei
- 2003: Ohne Worte (Fernsehserie)
- 2003–2016: SOKO Leipzig (Fernsehserie, 4 Folgen, verschiedene Rollen)
- 2003: Unter Brüdern (Fernsehserie)
- 2003: Das andere Lächeln
- 2003: Mein Bruder ist ein Hund
- 2003: Gate to heaven
- 2004: Der Stich des Skorpion
- 2004: Alphateam – Die Lebensretter im OP (Fernsehserie, 2 Folgen)
- 2004: Wilsberg: Tödliche Freundschaft (Fernsehreihe)
- 2004: Anja und Anton
- 2004: Gisela
- 2005: Polizeiruf 110: Heimkehr in den Tod (Fernsehreihe)
- 2005: Unsere 10 Gebote
- 2005: SK Kölsch (Fernsehserie, 1 Folge)
- 2005: König
- 2005: Alarm für Cobra 11 – Einsatz für Team 2 (Fernsehserie, 1 Folge)
- 2005: Neger, Neger, Schornsteinfeger!
- 2005: Emmas Glück
- 2005: Lieben
- 2006: Die Anwälte (Fernsehserie)
- 2006–2016: SOKO Wismar (Fernsehserie, 2 Folgen, verschiedene Rollen)
- 2006: Post Mortem (Fernsehserie, 1 Folge)
- 2006: Eine Stadt wird erpresst
- 2006: Drei Engel auf der Chefetage
- 2007: Ein Fall für zwei (Fernsehserie, 1 Folge)
- 2007: SOKO Kitzbühel (Fernsehserie, 1 Folge)
- 2007–2015: SOKO Köln (Fernsehserie, 3 Folgen, verschiedene Rollen)
- 2007: Die Hitzewelle
- 2007: Stolberg (Fernsehserie, 1 Folge)
- 2007–2014: In aller Freundschaft (Fernsehserie, 2 Folgen, verschiedene Rollen)
- 2007: Das Gelübde
- 2008: Juli mit Delfin
- 2008: König Drosselbart
- 2008: Ein Strauß voll Glück
- 2009: Hoffnung für Kummerow
- 2009: Parkour
- 2010: Im Angesicht des Verbrechens (Fernsehserie)
- 2010: Max Schmeling – Eine deutsche Legende
- 2010: Wir sind die Nacht
- 2010: Polizeiruf 110: Fremde im Spiegel
- 2010: Kommissar Stolberg (Fernsehserie, 1 Folge)
- 2010: BloodRayne: The Third Reich
- 2011: Blubberella
- 2011: Auschwitz
- 2011: Die Schäferin
- 2011: Ein guter Sommer
- 2011: Bella Block – Stich ins Herz (Fernsehreihe)
- 2011: An einem Tag in Duisburg – Todesfalle Loveparade
- 2012: Schloss Einstein (Fernsehserie, 2 Folgen)
- 2012: Verbotene Liebe (Fernsehserie, 12 Folgen)
- 2012: Die Draufgänger (Fernsehserie, 1 Folge)
- 2013: Nacht über Berlin
- 2013: Mord in Eberswalde
- 2013: Ein starkes Team: Die Frau im roten Kleid (Fernsehreihe)
- 2013: Zeugin der Toten
- 2013–2018: SOKO Stuttgart (Fernsehserie, 2 Folgen, verschiedene Rollen)
- 2013: Notruf Hafenkante (Fernsehserie, Folge: Schweigen ist Kupfer)
- 2013: Wilsberg: Die Entführung
- 2014: Dessau Dancers
- 2014: Helen Dorn: Unter Kontrolle (Fernsehreihe)
- 2014: Die Chefin (Fernsehserie, 1 Folge)
- 2014: Die Lügen der Sieger
- 2014: Heiter bis tödlich: Koslowski & Haferkamp (Fernsehserie, 2 Folgen)
- 2014: Kommissar Marthaler – Partitur des Todes (Fernsehreihe)
- 2015: Heldt (Fernsehserie, Folge: Auf Achse)
- 2015: Weinberg (Fernsehserie)
- 2015: Bettys Diagnose (Fernsehserie, 1 Folge)
- 2015: Unter Gaunern (Fernsehserie, 1 Folge)
- 2016: Die Ermittler – Nur für den Dienstgebrauch (3. Teil der Trilogie Mitten in Deutschland: NSU)
- 2016: Kommissarin Lucas – Schuldig
- 2016: Der Lehrer (Fernsehserie, 1 Folge)
- 2016: Zielfahnder – Flucht in die Karpaten
- 2017: Professor T. (Fernsehserie, 1 Folge)
- 2017: Einstein (Fernsehserie, 1 Folge)
- 2018: Falk (Fernsehserie, 1 Folge)
- 2019: Kroymann (Fernsehserie, 3 Folgen)
- 2019: Neo Magazin Royale (Fernsehsendung, 1 Folge)
- 2020: Helen Dorn: Atemlos
- 2020: Barbaren (Miniserie)
- 2021: Ein Fall für zwei (Fernsehserie, Folge: Die falsche Schlange)
- 2022: WaPo Duisburg (Fernsehserie, Folge: Auf der Straße)

## Auszeichnungen
- 2008: Adolf-Grimme-Preis für Eine Stadt wird erpresst[12]
- 2010: Deutscher Fernsehpreis für Im Angesicht des Verbrechens
- 2011: Grimme-Preis für Im Angesicht des Verbrechens
- 2014: Grimme-Preis für Mord in Eberswalde
- 2016: Grimme-Preis für Weinberg
- 2018: Grimme-Preis für Kroymann